# Alouatta puruensis
Alouatta puruensis, comúnmente llamado mono aullador rojo de Juruá es una especie del género Alouatta. Habita en el noroeste de América del Sur.

## Características
Presenta dicromatismo sexual: la coloración del pelaje en los machos es rojizo obscuro con el dorso levemente claro; en la hembra la cabeza, la barba, la cola, y los miembros son rojizos claros, oscureciéndose las patas en los extremos hasta hacerse casi de color negro. El machos presenta el hueso hioides con tentorium trapezoidal fuertemente curvada hacia el interior de la cámara.

## Distribución y hábitat
Este mono es nativo del noroeste de América del Sur. Su distribución comprende el occidente amazónico del Brasil, y un sector oriental de la Amazonía del Perú, y probablemente al norte de Bolivia.
Habita en especial en selvas primarias.

## Costumbres
Se le ve en parejas y grupos. Normalmente paren una sola cría. 

## Alimentación
Estos monos aulladores comen hojas jóvenes, capullos, flores, frutas, semillas, tallos, vástagos y ramas. Las hojas son la principal fuente de proteínas y las frutas de energía y proteínas.